# Ebrahim Taghipour
Ebrahim Taghipour (in persiano: ابراهیم تقی پور; Tabriz, 23 settembre 1976) è un ex calciatore iraniano, di ruolo difensore.

## Carriera

### Club
Ha sempre giocato nel campionato iraniano, che ha vinto 2 volte.

### Nazionale
Con la maglia della Nazionale ha collezionato 8 presenze tra il 2003 e il 2004.

## Palmarès

### Club
- Campionato iraniano: 2

Persepolis: 1999-2000
Esteghlal: 2008-2009